# Linda Stahlová
Linda Stahlová (* 2. října 1985, Steinheim) je bývalá německá atletka, bronzová olympijská medailistka a mistryně Evropy v hodu oštěpem.
V roce 2007 se stala v maďarském Debrecínu mistryní Evropy do 23 let. Oštěp poslala do vzdálenosti 62,17 m. V témže roce skončila na světovém šampionátu v Ósace na osmém místě (61,03 m). O rok později obsadila na světovém atletickém finále ve Stuttgartu páté místo. Na berlínském mistrovství světa 2009 se umístila ve finále na šestém místě, když její nejdelší hod měřil 62,23 m.
Po vítězství na evropském šampionátu v Barceloně v roce 2010 získala medaili v oštěpařském finále také v letech 2012, 2014 (vždy bronz) a 2016 (stříbro). V tomto roce také po olympiádě v Rio de Janeiro ukončila svoji sportovní kariéru.

## Osobní rekord
- hod oštěpem – 66,81 m – 29. červenec 2010, Barcelona